# Vikhorevka
Vikhorevka (russisk: Вихоревка, tr. Vikhorevka) er en by i Irkutsk oblast i Sibiriske føderale distrikt af Den Russiske Føderation omkring 600 kilometer nordvest for oblastens administrative center, Irkutsk, og 40 kilometer vest for Bratsk. Byen har 21.719(2021) indbyggere, og blev grundlagt i 1947 .

## Geografi
Vikhorevka ligger ved Vikhorevka, en biflod til Angara. Byen er en vigtig stationsby på Den transsibiriske jernbane, Bajkal-Amur-linjen. Vikhorevka (byen) er opkaldt efter Vikhorevka (floden), som igen er opkaldt efter streltseren Vikhorja Savin, der faldt i området i 1630 efter sammenstød med evenkerne.

## Historie
Vikhorevka blev grundlagt i det 1947  som beboelseskvarter for arbejdere, der var engageret i konstruktionen af Bajkal–Amur jernbanen. Bebyggelsen fik officiel status af by i 1966.

### Indbyggerudvikling
| År   | Indbyggertal |
| ---- | ------------ |
| 1959 | 10.800       |
| 1979 | 20.500       |
| 1989 | 23.872       |
| 2002 | 24.763       |
| 2009 | 24.517       |

Note: Data fra folketællinger

## Kendte personer fra Vikhorevka
- Petr Stschastlivy (f. 1979) ishockeyspiller